# Shimokita (huyện)
Shimokita (下北郡 Shimokita-gun) là huyện thuộc tỉnh Aomori, Nhật Bản. Tính đến ngày 1 tháng 10 năm 2020, dân số ước tính của huyện là 14.097 và mật độ dân số là 26 người/km2. Tổng diện tích của huyện là 552 km2.